# (6296) Cleveland
(6296) Cleveland es un asteroide que forma parte del cinturón interior de asteroides, región del sistema solar que se encuentra entre las órbitas de Marte y Júpiter, más concretamente al grupo de Hungaria, descubierto el 12 de julio de 1988 por Eleanor F. Helin desde el Observatorio del Monte Palomar, Estados Unidos.

## Designación y nombre
Designado provisionalmente como 1988 NC. Fue nombrado Cleveland en homenaje a la ciudad de Ohio como homenaje a la celebración de su bicentenario. El Centro de Investigación Lewis de la NASA estuvo en Cleveland desde 1941 realizando investigación aeronáutica y contribuyendo a la exploración del espacio. A principios del siglo XIX, Warner y Swasey fabricaron numerosos telescopios en Cleveland que todavía se utilizan en los Estados Unidos. Además, fue en el Case Institute de Cleveland donde Albert Abraham Michelson y Edward Morley realizaron el experimento que refutó la existencia del éter.

## Características orbitales
Cleveland está situado a una distancia media del Sol de 1,890 ua, pudiendo alejarse hasta 2,008 ua y acercarse hasta 1,773 ua. Su excentricidad es 0,062 y la inclinación orbital 27,05 grados. Emplea 949,651 días en completar una órbita alrededor del Sol.

## Características físicas
La magnitud absoluta de Cleveland es 14,3. Tiene 3,179 km de diámetro y su albedo se estima en 0,481. 